# Agustín Almodóbar Barceló
Agustín Almodóbar Barceló, né le 1er décembre 1977, est un homme politique espagnol membre du Parti populaire (PP).
Il est élu député de la circonscription d'Alicante lors des élections générales d'avril 2019.

## Biographie

### Carrière politique
Le 9 mars 2008, il est élu sénateur pour Alicante au Sénat et réélu en 2011, 2015 et 2016.